# Cité de la musique
La Cité de la musique és un establiment públic de caràcter industrial i comercial (EPIC) sota tutela del ministeri de cultura francès i agrupa un conjunt d'institucions dedicades a la música. Es troba a la porte de Pantin al quartier de la Villette, al 19è districte de París. Concebuda per l'arquitecte Christian de Portzamparc, ha estat inaugurada el 1995.
La Cité comprèn:
- un amfiteatre.

- una sala de concerts, podent acollir de 800 a 1000 espectadors.

- el musée de la musique que conté una important col·lecció d'instruments de música clàssica datats entre els segles XV i XX.

- exposicions.

- tallers.

- espais de documentació molt importants.

La Cité de la musique administra directament la Salle Pleyel mitjançant la seva filial Cité-Pleyel i tindrà sota la seva responsabilitat la futura Philharmonie de Paris.